# PFC Maritsa Plovdiv
El PFC Maritsa Plovdiv (en búlgaro: ПФК Марица Пловдив) es un club de fútbol profesional búlgaro, de la ciudad de Plovdiv. Fue fundado el 20 de septiembre de 1921, lo que lo convierte en el segundo equipo más antiguo de Plovdiv tras el Botev. Ejerce de local en el Stadion Maritsa, recinto ubicado en el distrito de Karshiaka y que posee una capacidad de 5000 espectadores. Actualmente compite en la Tercera división búlgara.

## Jugadores
Los siguientes jugadores fueron formados en las filas del Maritsa:
- Hristo Stoichkov
- Valeri Domovchiyski
- Krassimir Chomakov
- Kostadin Vidolov
- Aleksandar Aleksandrov
- Yordan Todorov
- Dinko Dermendzhiev
- Petar Kurdov
- Zapryan Rakov
- Georgi Georgiev
- Asen Nikolov
- Georgi Georgiev Hristov